# 清滝城
清滝城（きよたきじょう）は、信濃国埴科郡英多荘（現・長野県長野市松代清滝）にあった日本の城（山城）。
1335年（建武2年）、諏訪氏や滋野氏らが北条時行を匿い、鎌倉幕府の再興を図った。これに呼応した国人領主の四宮氏（武水別神社神官家）や保科氏（諏訪神党）・関屋氏（皆神山神社神官家）・夏目氏（石川荘）らは足利方の小笠原貞宗の船山守護所を襲撃（青沼合戦）した。一時劣勢であった足利勢が鎌倉を奪回して中先代の乱が収束に向かうと、後ろ盾を得た守護小笠原氏は勢いを盛り返した。そして北条勢の残党が立て篭もるこの城を1336年（建武3年）に村上信貞らと共に攻略して、さらに高坂氏が籠る牧城へと転戦した。